# Mistrzostwa Świata w Kolarstwie Torowym 1963
60. Mistrzostwa Świata w Kolarstwie Torowym 1963 odbyły się w belgijskim Liège. Rozegrano dwie konkurencje dla kobiet: sprint i wyścig na dochodzenie oraz siedem konkurencji dla mężczyzn: sprint, wyścig na dochodzenie, wyścig ze startu zatrzymanego zarówno dla zawodowców, jak i amatorów, a także wyścig drużynowy na dochodzenie zawodowców.

## Medaliści

### Kobiety
| Konkurencja                        | Złoto              | Srebro           | Brąz             |
| ---------------------------------- | ------------------ | ---------------- | ---------------- |
| Sprint indywidualny                | Galina Jermołajewa | Irina Kiriczenko | Walentina Sawina |
| Wyścig indywidualny na dochodzenie | Beryl Burton       | Yvonne Reynders  | Lubow Riabczenko |

### Mężczyźni
| Konkurencja                                   | Złoto                                                                                  | Srebro                                                                              | Brąz                                                                 |
| --------------------------------------------- | -------------------------------------------------------------------------------------- | ----------------------------------------------------------------------------------- | -------------------------------------------------------------------- |
| Sprint indywidualny amatorów                  | Patrick Sercu                                                                          | Sergio Bianchetto                                                                   | Pierre Trentin                                                       |
| Wyścig indywidualny na dochodzenie amatorów   | Jean Walschaerts                                                                       | Stanisław Moskwin                                                                   | Hugh Porter                                                          |
| Wyścig ze startu zatrzymanego amatorów        | Romain De Loof                                                                         | Karl-Heinz Matthes                                                                  | Ueli Luginbühl                                                       |
| Sprint indywidualny zawodowców                | Sante Gaiardoni                                                                        | Antonio Maspes                                                                      | Jos De Bakker                                                        |
| Wyścig indywidualny na dochodzenie zawodowców | Leandro Faggin                                                                         | Peter Post                                                                          | Henk Nijdam                                                          |
| Wyścig ze startu zatrzymanego zawodowców      | Leo Proost                                                                             | Paul Depaepe                                                                        | Robert Varnajo                                                       |
| Wyścig drużynowy na dochodzenie               | ZSRR · Arnold Belgardt · Siergiej Tierieszczenkow · Stanisław Moskwin · Wiktor Romanow | RFN · Lothar Claesges · Klemens Großimlinghaus · Karl-Heinz Henrichs · Ernst Streng | Dania · Bent Hansen · Preben Isaksson · Leif Larsen · Kurt vid Stein |

## Klasyfikacja medalowa
| Miejsce | Państwo         |   |   |   | Razem |
| ------- | --------------- | - | - | - | ----- |
| 1.      | Belgia          | 4 | 2 | 1 | 7     |
| 2.      | ZSRR            | 2 | 2 | 2 | 6     |
| 3.      | Włochy          | 2 | 2 | 0 | 4     |
| 4.      | Wielka Brytania | 1 | 0 | 1 | 2     |
| 5.      | Holandia        | 0 | 1 | 1 | 2     |
| 6.      | NRD             | 0 | 1 | 0 | 1     |
|         | RFN             | 0 | 1 | 0 | 1     |
| 8.      | Francja         | 0 | 0 | 2 | 2     |
| 9.      | Dania           | 0 | 0 | 1 | 1     |
|         | Szwajcaria      | 0 | 0 | 1 | 1     |